# Echsenhabicht
Der Echsenhabicht (Tachyspiza francesiae, Syn.: Accipiter francesiae, A. francesii) ist ein Greifvogel, der mit vier Unterarten auf Madagaskar und den Komoren vorkommt. Das Artepitheton ehrt Lady Frances Cole (1784–1847), Ehefrau von Sir Galbraith Lowry Cole, dem Gouverneur der Kapkolonie von 1828 bis 1833.

## Merkmale
Der Echsenhabicht gehört zu den kleineren Habichtarten. Die Körperlänge wird mit 21 bis 29 Zentimetern angegeben, die Flügelspanne mit 40 bis 54 Zentimetern und die Schwanzlänge mit 10 bis 16 Zentimetern. Männchen erreichen nur 70 Prozent der Körpergröße der Weibchen. 
Das Männchen der Nominatform ist durch eine dunkelgraue Oberseite und einem heller grau gefärbten Kopf charakterisiert. Der graue Schwanz weist ein schwärzliches Subterminalband auf. Die Unterseite ist weiß mit einer feinen rostbraunen bis graubraunen Bänderung auf der Brust und den oberen Flanken. Im Flugbild zeigen Brust und Achseln eine Bänderung. Der Flügelsaum ist einfarbig weiß. Weibchen sind oberseits braun; der Schwanz zeigt auf braunem Grund schmale dunkelbraune Binden, ein breites dunkelbraunes Subterminalband und eine schmale weiße Endbinde. Die Unterseite ist auf weißem Grund eng rotbraun gebändert.
Die Augen, die Wachshaut und die Beine sind mehr oder weniger gelb. Beim Männchen ist die Augenfarbe orange. Bei den juvenilen Vögeln sind die Wachshaut und die Beine hell und mehr grünlich.

## Lautäußerungen
Der Ruf ist ein schrilles kii-kii-kii oder quit-quit-quit-quit und hat Ähnlichkeiten mit dem Ruf des Afrikahabichts (Aerospiza tachiro).

## Lebensraum
Der Echsenhabicht war ursprünglich ein Waldbewohner. Er konnte sich jedoch an die Veränderungen der Lebensräume auf Madagaskar durch den Menschen anpassen und bewohnt heute auch degradierte Wälder und Sekundärwälder, Waldsavannen, Buschland, Kulturland mit wenigen Bäumen, Parks, große Gärten sowie Kaffee-, Kakao-, Kokosnuss-, Sisal- und Obstplantagen. Auf den Komoren brütet er auch in Mangroven. Er ist in Höhenlagen von Meereshöhe bis in 2.000 Meter Höhe anzutreffen.

## Fortpflanzung
Echsenhabichte sind auch außerhalb der Brutzeit in Paaren zu beobachten. Die Fortpflanzungszeit liegt zwischen September und Februar. Das relativ große Nest wird aus Zweigen errichtet und mit Blättern ausgepolstert. Das Gelege besteht aus drei bis fünf Eiern. Angaben zur Brutdauer, zur Anzahl der Nestlinge und zur Nestlingszeit liegen bisher nicht vor.

## Nahrung
Der Echsenhabicht ernährt sich hauptsächlich von Reptilien, insbesondere von Chamäleons, sowie von großen Insekten, einschließlich Heuschrecken und Käfern. Gelegentlich erbeutet er auch Amphibien, kleine Vögel und Nagetiere. Im Gegensatz zu vielen Arten der Gattung jagt er fast ausschließlich von freistehenden Ansitzen aus, wozu häufig Pfosten oder abgestorbene Äste dienen. Die Paare kooperieren manchmal bei der Jagd.

## Unterarten
Es werden vier Unterarten anerkannt:
- Die Nominatform  T. f. francesiae (Smith, A 1834)  ist auf Madagaskar verbreitet.
- Das Verbreitungsgebiet von T. f. brutus (Schlegel, 1865)  ist die Komoreninsel Mayotte. Die Unterart ist deutlich kleiner als die Nominatform. Sie ähnelt in beiden Geschlechtern dem Weibchen der Nominatform. Die Oberseite ist lebhaft braun. Haube und Nacken sind grau und die Wangen sind hellbraun. Die Unterseite ist weiß mit einer ausgeprägten rostbraunen Bänderung auf der Brust.
- T. f. griveaudi (Benson), 1960  kommt auf Grande Comore vor. Das Taxon ist kleiner als die Nominatform. Beide Geschlechter sehen dem Männchen der Nominatform ähnlich; die Brust ist jedoch lachsrosa verwaschen und schwach wurmförmig gestrichelt. Der Schwanz zeigt vier dunkle Bänder.
- Der Anjouan-Sperber (T. f. pusillus) (Gurney 1875)  ist auf Anjouan endemisch und wurde nach einer Sichtung im Jahr 1958 erst in den 1980er Jahren wieder nachgewiesen. Er ist ebenso klein wie A. f. brutus und ähnelt in beiden Geschlechtern dem Männchen der Nominatform. Die Unterseite ist weiß und die Brustseiten grau.

## Bestand und Gefährdung
Gesicherte Angaben zur Größe des Weltbestandes gibt es nicht, Ferguson-Lees & Christie gehen von einem Gesamtbestand von knapp unter 100.000 Vögeln aus. Die IUCN stuft die Art für das Jahr 2008 als ungefährdet (least concern) ein.

## Nomenklatur
Der Echsenhabicht wurde 1834 von Andrew Smith als Accipiter francesii beschrieben. Da die Bezeichnung francesii männlich ist, der Artname sich jedoch auf eine Frau bezieht, musste der Name laut ICZN auf francesiae geändert werden.